# Seattle Seahawks
Seattle Seahawks este o echipă de fotbal american din Seattle, Washington, Statele Unite. Este membră a Diviziei de Vest a National Football Conference (NFC) din National Football League (NFL). Seahawks s-a alăturat NFL în 1976 ca echipă de expansiune. Și-a jucat meciurile de pe teren propriu pe Lumen Field (fost CenturyLink Field) din cartierul SoDo din Seattle din 2002. Anterior și-a jucat meciurile pe teren propriu pe Kingdome (1976-1999) și Husky Stadium (1994, 2000-2001). 
Fanii Seahawks au fost denumiți în mod colectiv „al 12-lea om”, „al 12-lea suporter”, sau „12”. Fanii echipei au stabilit de două ori recordul Guinness pentru cel mai puternic zgomot al mulțimii la un eveniment sportiv, înregistrând mai întâi 136,6 decibeli în timpul unui joc împotriva San Francisco 49ers în septembrie 2013, [16] și apoi în timpul unui meci împotriva New Orleans Saints câteva luni mai târziu, cu un record de 137,6 dB. Seahawks sunt singura franciză NFL cu sediul în regiunea Pacificului de Nord-Vest din America de Nord și atrag astfel sprijin din partea unei zone geografice largi, incluzând unele părți din Oregon, Montana, Idaho și Alaska, precum și fanii canadieni din British Columbia, Alberta și Saskatchewan.